# Кондас (приток Камы)
Кондас — река в России, протекает в Усольском районе Пермского края. Устье реки находится в 872 км по правому берегу Камы, река впадает в Кондасский залив Камского водохранилища. Длина реки составляет 53 км, площадь водосборного бассейна 925 км².
Кондас образуется слиянием двух рек — Северного Кондаса (правая составляющая) и Сирьи (левая составляющая). Место слияния находится у нежилой деревни Северный Кондас в 4 км к западу от деревни Левино и в 34 км к северо-западу от города Усолье.
Генеральное направление течения — юго-восток, скорость течения невысокая, русло крайне извилистое — река описывает широкие петли вокруг окрестных холмов. Ширина реки в верхнем течении около 20 метров, затем река расширяется до 30-40 метров. По берегам встречаются кедровые боры и заболоченные участки. Летом русло сильно зарастает водорослями, много мест с глубокими ямами и слабым течением. На речной пойме много вытянутых стариц
Протекает деревни Шишкино, Левино, Овиново, Кедрово, Ощепково, Мыслы, Вяткино, Шварёво, Васильево. Впадает в Кондасский залив Камского водохранилища у села Кондас, в тот же залив впадает река Полуденный Кондас, который до создания водохранилища был притоком Кондаса.

## Притоки (км от устья)
- река Плетнева (пр)
- 13 км: река Шваревка (пр)
- река Чёрная (пр)
- 31 км: река Пельмес (лв)
- река Емговка (лв)
- 52 км: река Тазмер (лв)
- 53 км: река Северный Кондас (пр)
- 53 км: река Сирья (лв)

## Данные водного реестра
По данным государственного водного реестра России относится к Камскому бассейновому округу, водохозяйственный участок реки — Кама от города Березники до Камского гидроузла, без реки Косьва (от истока до Широковского гидроузла), Чусовая и Сылва, речной подбассейн реки — бассейны притоков Камы до впадения Белой. Речной бассейн реки — Кама.
Код объекта в государственном водном реестре — 10010100912111100007505.